# Рівняння xʸ = yˣ
Хоча операція піднесення до степеня не є комутативною, рівність {\displaystyle x^{y}=y^{x}} виконується для деяких пар {\displaystyle (x,y),} наприклад, {\displaystyle x=2,y=4.}

## Історія
Рівняння {\displaystyle x^{y}=y^{x}} згадано в листі Бернуллі до Гольдбаха (29 червня 1728 року). У листі сказано, що за {\displaystyle x\neq y} пара {\displaystyle (2,4)} — єдиний (з точністю до перестановки) розв'язок у натуральних числах, хоча існує безліч розв'язків у раціональних числах. У листі у відповідь Гольдбаха (31 січня 1729) міститься загальний розв'язок рівняння, отриманий заміною {\displaystyle y=vx.} Аналогічний розв'язок надав Ейлер. І. ван Генгель (J. van Hengel) вказав, що якщо {\displaystyle r,n} — додатні цілі, {\displaystyle r\geqslant 3} або {\displaystyle n\geqslant 3,} то {\displaystyle r^{r+n}>(r+n)^{r},} отже, для розв'язання рівняння в натуральних числах достатньо розглянути випадки {\displaystyle x=1} і {\displaystyle x=2.}
Задачу неодноразово розглянуто в математичній літературі. 1960 року рівняння з'явилося серед завдань на олімпіаді імені Патнема, що підштовхнуло А. Гауснера до розширення результатів на алгебричні поля.

## Розв'язки в дійсних числах
Нескінченну множину тривіальних розв'язків у додатних дійсних числах знаходять як розв'язок рівняння {\displaystyle x=y.} Нетривіальні розв'язки можна знайти, поклавши {\displaystyle x\neq y,}{\displaystyle y=vx.} Тоді
{\displaystyle (vx)^{x}=x^{vx}=(x^{v})^{x}.}
Піднесення обох частин до степеня {\displaystyle {\tfrac {1}{x}}} із наступним діленням на {\displaystyle x} дає
{\displaystyle v=x^{v-1}.}
Тоді нетривіальні розв'язки в додатних дійсних числах виражаються як
{\displaystyle x=v^{\frac {1}{v-1}},}
{\displaystyle y=v^{\frac {v}{v-1}}.}
Нетривіальний розв'язок у натуральних числах {\displaystyle 4^{2}=2^{4}} можна отримати, поклавши {\displaystyle v=2} або {\displaystyle v={\tfrac {1}{2}}.}

### Розв'язок в термінах W-функції Ламберта
Розв'язок рівняння {\displaystyle y^{x}=x^{y}} можна також виразити через неелементарну W-функцію Ламберта {\displaystyle W(x)} від змінної {\displaystyle x}:
{\displaystyle y^{x}=x^{y}\Longleftrightarrow y^{\frac {1}{y}}=x^{\frac {1}{x}}}, зробимо заміну {\displaystyle x={\frac {1}{z}}} :
{\displaystyle y^{\frac {1}{y}}={\biggl (}{\frac {1}{z}}{\biggr )}^{1\div {\frac {1}{z}}}\Longleftrightarrow {\biggl (}{\frac {1}{z}}{\biggr )}^{z}=y^{\frac {1}{y}}\Longleftrightarrow z^{-z}=y^{\frac {1}{y}}\Longleftrightarrow z^{z}=y^{-{\frac {1}{y}}}}
Тепер змінну {\displaystyle z} можна виразити через W-функцію Ламберта: {\displaystyle z=e^{W{\bigl (}\ln {\bigl (}y^{-{\frac {1}{y}}}{\bigr )}{\bigr )}}}
Остаточно розв'язок виглядатиме так: {\displaystyle x=e^{-W{\bigl (}\ln {\bigl (}y^{-{\frac {1}{y}}}{\bigr )}{\bigr )}}}
Зокрема, через неоднозначність цієї функції, на проміжку {\displaystyle e^{-{\frac {1}{e}}}\leqslant y^{-{\frac {1}{y}}}<1} або {\displaystyle e^{\frac {1}{e}}\leqslant y^{\frac {1}{y}}<1} рівняння матиме два корені {\displaystyle x_{1},x_{2}}.
Який із параметрів ({\displaystyle y} чи {\displaystyle x}), буде змінною, по суті, не важливо, формула залишиться такою ж.
Якщо при змінній {\displaystyle x} (або {\displaystyle y}) виконується нерівність {\displaystyle y} (або {\displaystyle x})< {\displaystyle e^{\frac {1}{e}}}, то коренів у дійсних числах немає.

### Розв'язок у термінах суперкореня другого степеня
Рівняння {\displaystyle y^{x}=x^{y}} є окремим випадком рівняння {\displaystyle y^{x}=bx^{n},{\text{ }}y,b=const} при {\displaystyle b=1} і {\displaystyle n=y}. Підставивши ці значення в загальну формулу розв'язку, легко знайти і розв'язок початкового рівняння:
{\displaystyle y^{x}=x^{y}\Longleftrightarrow x_{1,2,3}=y\log _{y}{\biggl (}{}^{\frac {1}{2}}{\Bigl (}y^{\pm {\frac {1}{y\times {\sqrt[{y}]{1}}}}}{\Bigr )}{\biggr )}^{-1}\Longleftrightarrow x_{1,2,3}=-y\log _{y}{\biggl (}{}^{\frac {1}{2}}{\Bigl (}y^{\pm {\frac {1}{y}}}{\Bigr )}{\biggr )}}
Цей розв'язок повніший, оскільки дозволяє отримати від'ємні дійсні корені, якщо вони існують (бо логарифм, на відміну від експоненти в попередньому розв'язку, може бути меншим за нуль). Існування третього кореня пояснюється еквівалентністю рівнянь {\displaystyle y^{x}=x^{y}} і {\displaystyle y^{x}=(-x)^{y}} при парному {\displaystyle y}, однак, на практиці, існує тільки, максимум, два дійсних корені (третій корінь у формулі обов'язково сторонній) через те, що функція суперкореня другого степеня {\displaystyle f(z)={}^{\frac {1}{2}}z} обернена до описаної вище функції {\displaystyle f(z)=z^{z}} (інакше {\displaystyle f(z)={}^{2}z}), яка виражається через W-функцію Ламберта, яка, у свою чергу, набувати більше двох дійсних значень не може.
З цього розв'язку випливає тотожна рівність: {\displaystyle -y\log _{y}{}^{\frac {1}{2}}(y^{-{\frac {1}{y}}})={\frac {1}{{}^{\frac {1}{2}}(y^{-{\frac {1}{y}}})}}}. Це легко довести, прирівнявши обидва описані вище розв'язки один до одного:
{\displaystyle -y\log _{y}{}^{\frac {1}{2}}(y^{-{\frac {1}{y}}})={\frac {1}{{}^{\frac {1}{2}}(y^{-{\frac {1}{y}}})}}\Longleftrightarrow {}^{\frac {1}{2}}(y^{-{\frac {1}{y}}})\log _{y}{}^{\frac {1}{2}}(y^{-{\frac {1}{y}}})=-{\frac {1}{y}}}, далі відповідно до властивостей логарифма та суперкореня другого степеня:
{\displaystyle \log _{y}{\biggl (}{}^{\frac {1}{2}}(y^{-{\frac {1}{y}}}){\biggr )}^{{}^{\frac {1}{2}}(y^{-{\frac {1}{y}}})}=-{\frac {1}{y}}\Longleftrightarrow \log _{y}(y^{-{\frac {1}{y}}})=-{\frac {1}{y}}} . Доведена тотожність є часткою від загальнішого випадку при {\displaystyle b=-y}.